# Panagiota Daskalopoulos
Panagiota Daskalopoulos é uma matemática greco-estadunidense, professora de matemática da Universidade Columbia.
Foi palestrante convidada do Congresso Internacional de Matemáticos em Seul (2014: Ancient solutions to geometric flows).